# Десятник (військове звання)
Десятник — підстаршинське (унтер-офіцерське) військове звання в Україні на початку і всередині XX сторіччя (УСС, УГА та УПА), а також у декількох інших країнах (Чехія, Сербія та інші).

## Підстаршинське званняУкраїнських січових стрільців(1914—1918)

Знаки розрізнення десятника Українських січових стрільців (1914—1918)

Підстаршинське (унтер-офіцерське) військове звання українських січових стрільців, австро-угорським еквівалентом було військове звання «цугфюрер» (нім. Zugsfuhrer). Вище за рангом ніж вістун, але нижче за підхорунжого.
Українські січові стрільці, українське добровольче національне формування (легіон) у складі австро-угорської армії мало такі ж знаки розрізнення як і інші підрозділи цісарського війська. Звання хоч і мали українську назву, але були порівняні до австро-угорських. Знаки розрізнення унтер-офіцерів були на петлицях (для УСС синього кольору) у вигляді целулоїдних шестипроменевих зірочок. У 1915 році був виданий указ щодо використання добровольцями чотирипроменевих зірочок як знаків розрізнення, замість шестипроменевих,  також змінювалося їх розташування на петлицях. Але це нововведення не набуло широкого розповсюдження. Наприкінці 1916 року у Австро-угорській імперії була введена нова форма, для якої не передбачалися кольорові петлиці. Знаки розрізнення кріпилися на комірі мундиру, за ними нашивалися вертикальні кольорові стрічки (для українського легіону жовта та блакитна стрічки).
Знаками розрізнення десятника були три целулоїдні шестипроменеві зірочки на петлиці (чи на комірі мундиру).

### Військове званняУкраїнської Галицької армії(1919—1920)

Знаки розрізнення десятника УГА

Підстаршинське військове звання в Української Галицької Армії. Вище за рангом ніж вістун, але нижче за старшого десятника.
Українська Галицька армія (УГА) регулярна армія Західно-Української Народної Республіки (ЗУНР). Знаки розрізнення були введені Державним секретаріатом військових справ (ДСВС) Західної області УНР 22 квітня 1919 року і уявляли собою комбінацію стрічок на рукавах однострою та «зубчатки» на комірах. У десятника виглядали як три срібні 6 мм стрічки, на підкладці кольору відповідного до роду військ (наприклад сині для піхоти). Підстаршинська зубчатка (кольору роду військ), мала розміри 72×24 мм 
.
| Нижче за рангом: Вістун | Українські січові стрільці Десятник | Вище за рангом: Підхорунжий |

## Військове звання в слов’янських країнах
Відповідне військове звання також присутнє в деяких інших країнах. Еквівалентом десятника в Збройних силах України може бути як звання старший сержант - код НАТО OR-5 (Хорватія), сержант - код НАТО OR-4 (Північна Македонія), молодший сержант - код НАТО OR-3 (Чорногорія, Сербія, Словаччина, Словенія), так і старший солдат - код НАТО OR-2 (Чехія).

### Чехія та Словаччина
Військове звання в збройних силах Чехії та Словаччині (чеськ. Desátník, словац. Desiatnik). Звання десятник, відповідає званню старший солдат (Чехія) чи молодший сержант (Словаччина) у Збройних Силах України.
Звання десятника з'явилося у чеських та словацьких військових формуваннях ще до заснування Першої Чехословацької Республіки у 1918 році, яка з'явилася на руїнах Австро-угорської імперії. У Чехословацькому легіону Російської імперії використовувався російський однострій та знаки розрізнення. Після Жовтневих подій 1917 року у легіонерів була введена своєрідна система знаків розрізнення. Звання позначалися на щитках розташованих на рукавах одностроїв, у вигляді комбінації стрічок. Звання солдатського складу мали на щитках до трьох червоних вузьких кутових стрічок, У десятника на нарукавному щитку було дві кутові стрічки. Десятник був нижче за рангом від четара, та вище за свободника.
У Чехословацькій республіці знаки розрізнення до 1939 року були на погонах, у десятника було по два сріблястих кола на червоному тлі, на   кожному з погонів. Якщо десятник був курсантом, то червоне тло мало облямівку зі срібного галуну.
У 1939 році на відокремленій частині Чехословаччини було засновано Словацьку Республіку (1939—1945). В збройних силах Словаччини були введені нові знаки розрізнення за зразком з австро-угорськими. На комірі були петлиці, на яких п'ятикутними зірочками вказувалося звання військовика. Десятник мав дві зірочки на петлиці, як у капрала колишнього цісарського війська.
З 1945 по 1948 роки десятник відновленої Чехословаччини мав за знаки розрізнення як і раніше по два кола на червоному тлі, на кожному з погонів. З 1948 року сріблясті кола, як знаки розрізнення було замінено на стрічки, десятник отримав за знаки розрізнення по дві червоні стрічки на погон. З 1951 року, відбуваються зміни у знаках розрізнення Чехословаччини, наближуючись до радянських відповідників. Якщо попередні погони були кольору мундиру і мали форму звуженого у верхній частині п’ятикутника, то нові були повністю відповідними до погонів радянської армії. Офіцери отримали п’ятикутні галунні погони з паралельними повздовжніми сторонами мали просвіти та зірки радянського зразку. Підофіцери отримали суконні  п’ятикутні погони, кольору роду військ, з паралельними повздовжніми сторонами, де стрічками вказувався ранг. Десятники як і раніше мали за знаки розрізнення дві стрічки, як у молодшого сержанта РСЧА. В 1960—1992 роках знаки розрізнення Збройних сил Чехословаччини стали наближеними до первісних. Десятник мав за знаки розрізнення два сріблястих кола на погоні кольору мундиру.  В такому вигляді звання перейшло після розпаду Чехословаччини до Чехії.
В сучасних Збройних силах Чехії десятник (чеськ. ) це звання яке відноситься до складу підофіцерів (чеськ. Poddůstojníci). Чеський десятник має за знаки розрізнення два кола на погоні. Десятник нижче за рангом від четара, та вище від свободника.
В сучасних Збройних силах Словаччини десятник (словац. Desiatnik) це звання яке відноситься до солдатського складу (словац. Mužstvo). У збройних силах Словацької республіки відновленої у 1993 році, військові звання, та їх розрізнення залишилися за зразком Чехословаччини, поки в 1997 році не були змінені, чехословацькі кола було скасовано, а замість їх введено чотирипроменеві сріблясті зірки. Носії звання десятник отримали на погони по дві чотирипроменеві зірки. В 2003 році в черговий раз були реформовані знаки розрізнення, словацький десятник отримав дві чотирипроменеві зірки над смугою на погоні. Десятник нижче за рангом від четара, та вище від свободника.

### Військове звання в Сербії та Югославії
Десятник (серб. Десетар) — військове звання солдатського складу в Збройних силах Сербії.
Ц звання було відсутнє армії Королівстві Югославія (1918 — 1941). Під час Другої Світової війни на теренах колишньої Югославії діяли різноманітні військові сили: Хорватське домобранство, четники та НВАЮ. У комуністичної промосковської НВАЮ в 1941 – 1942 роках існувала система військових звань яка була схожа на систему посадових рангів РСЧА СРСР до введення персональних звань в 1935 році. Десятник був найменшим рангом, який мав за знаки розрізнення одну червону зірку. Старше за рангом від десятника, було звання водника. В 1942 – 1943 роках діяла модифікована система рангів НВАЮ, з’явилися ранги заступників та начальників штабів. Знаки розрізнення десятника залишилися без змін.
Після встановлення в 1943 році в НВАЮ нових персональних військових звань наближених як до військових звань СРСР так і колишнього Королівства Югославія, звання десятника залишається у югославській військовій ієрархії. Знаками розрізнення десятника стає одна шестипроменева зірка. Ранг десятника був нижче за рангом від молодшого водника (звання введене в 1943 році).
В 1951 році було утворено Югославську Народну Армію. Однострої та знаки розрізнення військовослужбовців піддалися змінам. Носії військового звання десятник отримали знаки розрізнення у вигляді двох червоних кутів на погоні. Ц звання проіснувало до самого зникнення держави  в 1992 році. Після зникнення держави Югославії звання десятник зосталося у збройних силах майже всіх новоутворених держав (Сербія, Хорватія, Словенія, Північна Македонія). Останнім шматком Югославії бела федеративна держава Сербія та Чорногорія, яка припинила існування в 2006 році. Збройні сили Сербії та Чорногорії розділяються на суто сербські та чорногорські.
Сербський десятник має за знаки розрізнення у вигляді двох кутів. Десятник нижче за рангом від молодшого водника, та вище від розвідного.

### Словенія
З другій половини XIX ст. у Австро-угорській імперії відбувається поліпшення культурного стану ненімецького населення імперії. Австрійським офіцером, словенцем за походженням Андрієм Комелем була створена словенська військова термінологія. У 1873 році виходить словник «Військова служба» (словен. Bojna služba) для полегшення служби словенців у цесарському війську. У словнику словенським еквівалентом капрала, було вказано десятника (desetnik), а еквівалентом єфрейтора - піддесятника (poddesetnik). У німецько-словенському словнику 1887 року така відповідність залишається. На відміну від хорватів чи угорців, словенці не мали своїх національних формувань.
Після припинення існування Австро-угорської імперії у 1918 році, словенські землі частково увійшли до складу новоутвореного Королівства сербів, хорватів і словенців, у збройних силах якого звання десятника було відсутнє.
У 1943—1945 роках на території Словенії окупованої Третім рейхом було засновано Словенське домобранство (місцева пронімецька самооборона), де використовувалися притаманні словенцям військові звання. Знаки розрізнення розташовувалися на погонах у вигляді личок для унтер-офіцерів та чотирипроменевих зірочок для офіцерів.
В сучасних Збройних силах Словенії десятник (словен. Desetnik) це звання яке відноситься до солдатського складу (словен. Vojaki) . Словенський десятник має за знаки розрізнення є дві взаємозв'язані плитки, широка п’ятикутна з зображенням листа липи вище якої вузька кутова. Десятник нижче за рангом від наддесятника, та вище від піддесятника.

### Північна Македонія
В Збройних силах Північної Македонії десятник (мак. Десетар) це звання яке відноситься до солдатського (мак. Војници) складу. Македонський десятник має за знаки розрізнення дві дужки. Десятник нижче за рангом від молодшого водника, та вище від розвідного.

### Чорногорія
В 1918 році Королівство Чорногорія припинило своє існування увійшовши до складу Королівства сербів, хорватів і словенців. З 2006 року союзна держава Сербія та Чорногорія, припиняє своє існування, а Збройні сили Сербії та Чорногорії розділяються на суто сербські та чорногорські. Таким чином в Чорногорії з’являються власні збройні сили.
В Збройних силах Чорногорії десятник (чорн. Desetar) це звання яке відноситься до солдатського складу. Чорногорський десятник має за знаки розрізнення у вигляді двох кутів. Десятник нижче за рангом від молодшого водника, та вище від розвідного.

### Хорватія
В 1868 році, внаслідок подій Австро-угорського компромісу 1867 року в складі Австро-угорських збройних сил (а саме у королівській армії Угорщини) з'являється національне ополчення (ландвер) Королівства Хорватії і Славонії — Королівське Хорватське домобранство. Домобранці використовували хорватську мову як мову спілкування, зусиллями Богослава Шулєка була розроблена система службових команд хорватською, а також уведені в ужиток хорватські аналоги загальноімперським чинам. Підофіцерське звання домобранського десятника було еквівалентом загальноімперського звання «капрал». Десятник був вищий за рангом ніж розвідний, але нижчий за водника. Звання хоч і мали хорватську назву, але були порівняні до австро-угорських, з відповідними знаками розрізнення. У десятника були дві металеві шестипроменеві зірочки на петлиці (чи на комірі мундиру).
Після припинення існування Австро-угорської імперії у 1918 році Хорватія увійшла до складу новоутвореного Королівства сербів, хорватів і словенців, у збройних силах якого звання десятника було відсутнє.
У Хорватського домобранства Незалежної Держави Хорватія (1941—1945) були поновлені хорватські звання та знаки розрізнення цісарських часів, хоч і з деякими змінами. Десятник домобранства відповідав званню молодший капрал. Десятник мав знаки розрізнення у вигляді одного хорватського трилисника на кожній із петлиць. Десятник був вищий за рангом ніж домобранець (рядовий), але нижчий за розвідного.
Звання десятника (хорв. Desetnik)  знову з'явилося у Збройних силах Хорватії після здобуття країною незалежності (1992). Це звання відноситься до складу молодших підофіцерів (хорв. Niži dočasnici). Хорватський десятник має за знаки розрізнення дві зірки (виконані у вигляді ажурного шиття) над кутиком на погоні. Десятник нижче за рангом від наредника, та вище від скупника.
Звання десятника використовувалося також у інших державних формуваннях, які з'явилися на руїнах Югославії. Наприклад, у Хорватській республіці Боснія і Герцеговина (1991—1994) положення у військовій ієрархії (як і знаки розрізнення) повністю збігалися з хорватськими.

## Галерея

Знаки розрізнення десятника Збройних сил Північної Македонії
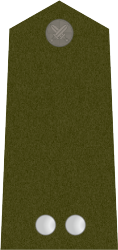
Знаки розрізнення десятника Збройних сил Чехословаччини (1960—1990)
Знаки розрізнення десятника Збройних силах Чехії
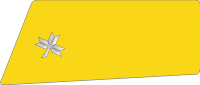
Знаки розрізнення десятника Хорватського домобранства (1941-1945)
Знаки розрізнення десятника Збройних силах Хорватії
Знаки розрізнення десятника Збройних сил Чорногорії
Знаки розрізнення десятника Югославської Народної Армії
Знаки розрізнення десятника Збройних силах Сербії
Знаки розрізнення десятника Збройних силах Словаччини (1997-2013)
Знаки розрізнення десятника Збройних силах Словаччини з 2013 року
Знаки розрізнення десятника Збройних силах Словенії